# Фулвий Пий
Гай Фулвий Пий (на латински: Gaius Fulvius Pius) е политик и сенатор на Римската империя през 3 век.

## Биография
Произлиза от фамилията Фулвии, която се преселва от Лептис Магна в Рим. Роднина е на Публий Септимий Гета и съпругата му Фулвия Пия и техния син император Септимий Север и на могъщия преториански префект Гай Фулвий Плавциан (консул 203 г.).
През 238 г. Фулвий е консул заедно с Понтий Прокул Понтиан. 